# Julio Benítez Benítez
Julio Benítez y Benítez (El Burgo, province de Malaga, 1878 - Ighriben, Maroc espagnol, 1921) est un militaire espagnol, mort au combat lors de la débâcle des troupes espagnoles de juillet/août 1921, connue en Espagne sous la dénomination de désastre d’Anoual.
Après sa formation en infanterie, il s’engagea dans des unités combattantes à Cuba contre les indépendantistes (1896-1898), puis, rapatrié, mena une vie de garnison en métropole, avant de se voir confier à partir de 1912, avec le grade de commandant, divers postes à responsabilité à Melilla, dans la partie orientale du Maroc espagnol.
Au printemps 1921, il fut impliqué dans le téméraire projet de conquête conçu par le fougueux général Silvestre et prévoyant une offensive de grande ampleur contre les kabilas (tribus rifaines) résidant dans l’ouest de la zone de Melilla et réfractaires à la tutelle espagnole. Sous la conduite d’Abdelkrim, les harkas (milices) rifaines s’attaquèrent au chapelet de fortins et de camps retranchés mis en place par Silvestre, dont notamment la redoute côtière de Sidi Driss, commandée par Benítez, objet le 2 juin 1921 d’un assaut rifain, que Benítez sut repousser, mais où il fut blessé et dut être évacué. Ayant été mis à la mi-juillet 1921 à la tête de la redoute d’Ighriben, sise à 5 km au sud du camp central d’Anoual et partie également du déploiement de Silvestre, Benítez eut à nouveau à subir des assauts rifains, bientôt suivi d’un siège implacable, auquel Benítez opposa une résistance à outrance, rejetant même l’autorisation donnée par Silvestre d’entamer des pourparlers de reddition avec les assaillants. Après l’échec de plusieurs tentatives de sauvetage, la garnison, ayant épuisé ses vivres et ses munitions, finit le 21 juillet par se résigner à une retraite, laquelle, sous les tirs rifains, dégénéra bientôt en débandade, tandis que Benítez, resté dans la redoute, continuait le combat et se sacrifiait sur le parapet. Cette conduite « héroïque » lors d’un épisode emblématique de la bataille d’Anoual valut à Benítez, à titre posthume, la plus haute distinction militaire espagnole (la croix laurée de Saint-Ferdinand) et un monument à Malaga.

## Biographie

### Formation et affectation à Cuba
Inscrit à l’Académie d’infanterie à l’âge de 17 ans, Benítez en sortit diplômé en 1896 avec le rang de second lieutenant et reçut sa première affectation dans le régiment d’Aragon. Après qu’il se fut incorporé dans son unité à Lérida, il lui échut par tirage au sort d’aller rejoindre la compagnie expéditionnaire en partance pour Cuba, où il mit pied à terre le 30 septembre 1896. En novembre de la même année, étant tombé malade, il dut être hospitalisé, mais se trouva rétabli en mars de l’année suivante et reprit alors le service actif, participant à de nombreuses opérations contre les indépendantistes cubains, ce qui lui valut la croix du Mérite militaire avec insigne distinctif rouge. En 1898, il fut blessé lors de la bataille de la Perala et se vit décerner la croix de Marie-Christine,.

### Retour en métropole et carrière au Maroc

#### Postes à Melilla

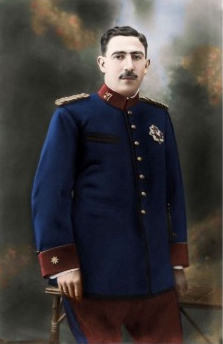
Portrait de Benítez jeune.

En octobre 1898, peu après sa promotion au grade de premier lieutenant, Benítez s’en retourna en métropole, où il occupa des postes dans différentes unités. En 1904, il fut promu capitaine et poursuivit sa vie de garnison en Espagne, jusqu’au moment où il s’embarqua en 1912 pour Melilla, dans le nord du Maroc, pour s’incorporer dans le régiment d’infanterie Ceriñola. Élevé au rang de commandant en 1916, il se mit en disponibilité, avant de revenir à Melilla en 1918 et d’exercer les fonctions de « chef de positions, de campements et de lignes », et de « commandant de colonnes ».

#### Commandant de Sidi Driss
En mars 1921, dans le cadre d’une nouvelle offensive de grande ampleur qui ferait suite, après une pause de quelques mois, à l’avancée fulgurante de l’année précédente et devait permettre aux troupes espagnoles d’être en vue de la baie d’El Hoceïma, le général Silvestre, commandant-général de Melilla, mit en place sur les rives du fleuve Amékran une constellation de positions fortifiées, dont celle de Sidi Driss, sur le littoral méditerranéen. 

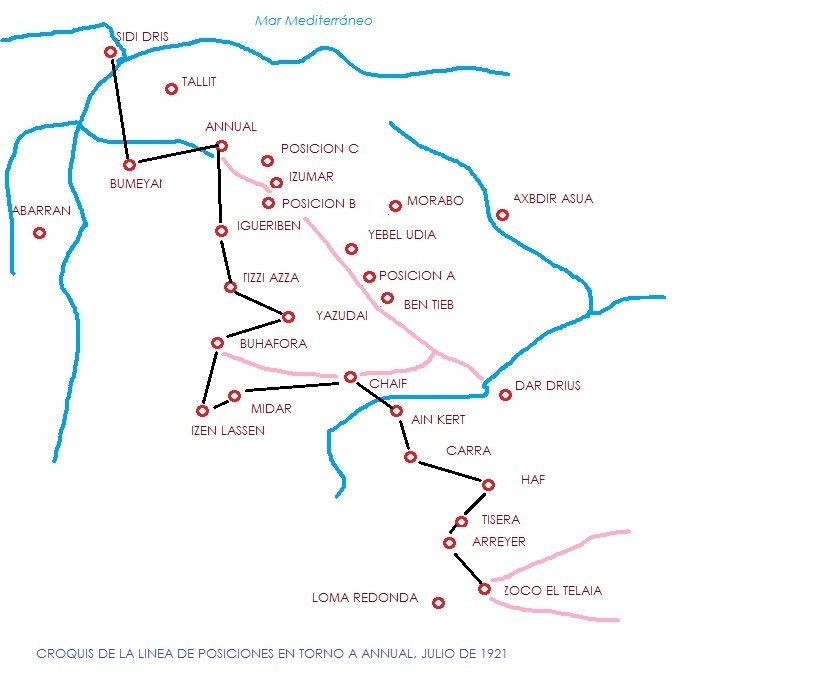
Représentation schématique du dispositif militaire du général Silvestre dans l’ouest de la zone sous autorité espagnole effective au printemps 1921, avec indication des différentes positions fortifiées disposées autour du camp central d’Anoual.

Ainsi, le 12 mars, au départ d’Anoual, trois petites colonnes franchirent ledit fleuve pour aller occuper, sans tirer un coup de fusil et avec l’appui de vaisseaux de guerre croisant au large et livrant matériel et vivres, une hauteur sur le littoral près du bourg de Sidi Driss. Après achèvement des travaux de fortification, les forces se replièrent sans contretemps, en laissant sur place une garnison composée d’une compagnie de fusiliers, d’une de mitrailleurs, et d’un détachement de 150 membres de la Police indigène, et dotée d’une batterie Krupp. Par cette opération, Silvestre entendait couper net les livraisons d’armes par voie maritime aux kabilas (tribus) rifaines situées à l’ouest de l’Amekran et réfractaires à la tutelle espagnole,,. La position de Sidi Driss, équipée de trois canons et d’une escouade de transmission équipée d’un héliographe, était sous le commandement du capitaine Benítez, que ses camarades surnommaient El Gafe (le porte-malheur). Cependant, dans l’élan de leur victoire de Dhar Ubarran, reprise aux Espagnols le 1er juin, et après que les fusils, armes et munitions pris à Dhar Ubarran eurent été répartis entre les kabilas insurgées, les Rifains avaient constitué une milice (harka) nombreuse et exaltée, composée d’hommes d’Ouriaghel, de Tensamane et d’Ibaqouyen, qui marcha avec détermination sur Sidi Driss et attaqua la position à trois heures du matin le 2 juin 1921. Durant l’attaque, qui dura 36 heures, les Rifains cisaillèrent la clôture de fils barbelés et tuèrent tous les chevaux et toutes les mules,,. 
Pour répondre à la demande d’envoi de munitions faite par la garnison de Sidi Driss assiégée, Silvestre voulut, depuis le camp principal d’Anoual, dépêcher un convoi, mais en fut dissuadé par Dávila et par Kaddur Namar, avec l’argument qu’un tel convoi tomberait immanquablement dans une embuscade. Benítez, blessé dès les premières minutes du combat, réclamait instamment des secours, qui arrivèrent d’une part de la mer, où la canonnière Laya ouvrit le feu, et d’autre part des airs, l’aviation larguant à l’aube du lendemain 3 juin plus de cinquante obus sur les assiégeants. Pour remplacer le commandant de l’artillerie, blessé, la Laya débarqua un bosco, un artilleur et douze marins, porteurs de deux mitrailleuses, qui surent briser l’encerclement et pénétrer dans le camp à 17 heures. Avides de s’emparer des canons, les Rifains s’étaient approchés à moins de six mètres du mur de retranchement, mais périrent nombreux sur les fils barbelés et durent renoncer à prendre la position, toutefois sans s’éloigner beaucoup,,,. Entre-temps, Benítez, toujours au combat malgré sa blessure, continuait à réclamer des renforts de munition coûte que coûte, et la Laya entreprit le 3 juin un nouveau débarquement, déposant sur la plage 14 marins sous la conduite d’un enseigne et porteurs de dix mille cartouches, ainsi que le médecin de bord, qui entreprirent d’escalader l’escarpement de la redoute sous le feu nourri des combattants rifains.
Dans le courant de la matinée, le camp fut renforcé par une compagnie de Regulares (troupes supplétives autochtones) en provenance de Talilit, position conquise par la harka le même jour. Cette compagnie attaqua l’arrière-garde des assaillants de Sidi Driss, obligeant ceux-ci à renoncer à leur siège. Durant l’attaque, la harka aurait subi de fortes pertes, trois centaines selon certaines sources, contre huit blessés seulement côté espagnol,.
Dans la matinée du lendemain 4 juin, Sidi Driss fut, à l’égal de tout le front, renforcée de troupes nouvelles, dont 60 combattants de la « harka amie » promis par Kaddur Namar. À la même date, après que la harka se fut éloignée, Benítez fut évacué de Sidi Driss et remplacé par Juan Velázquez,.

#### Bataille d’Anoual: Ighriben
Le revers de Dhar Ubarran, hauteur reprise par les insurgés rifains le jour même de sa conquête par les Espagnols le 1er juin, avait conduit Silvestre à ordonner le 3 juin la création d’un chapelet de positions, afin de mieux articuler sa première ligne, dont la vulnérabilité venait d’être portée au grand jour. L’apparition d’une harka à Beni Touzine, susceptible de s’associer à celle d’Ouriaghel, responsable de l’assaut contre Dhar Ubarran, appelait également des contre-mesures. L’un des points suivants à conquérir était Ighriben, colline rocailleuse se dressant à un peu plus de 5 km à l’ouest-sud-ouest d’Anoual, aux confins des kabilas de Tensamane et de Beni Touzine, et entourée d’une multitude de profonds ravins,. La nouvelle position avait pour mission de protéger le flanc sud du déploiement, d’empêcher les incursions rifaines sur la route entre Anoual et le défilé d’Issoumar, de surveiller les douars voisins, de fortifier le front, et de rendre l’avant-garde plus efficace entre les positions de Buimeyan, Issoumar et Anoual. 
Dans le courant du mois de juin, la harka rifaine ne cessa d’accumuler des effectifs autour d’Igueriben, qui furent visés par les canons à partir d’Anoual, de Buimeyan et d’Ighriben, avec la participation de l’aviation,. Le 14 juin, de forts contingents de harkis, qui s’étaient approchés de la position à la faveur de la nuit, se mirent à faire feu violemment sur la position pendant une dizaine d’heures. Ce fut pour beaucoup de soldats leur baptême du feu. La redoute tint bon et infligea à la harka d’importants dommages. Pourtant, Ighriben allait bientôt se trouver dans une situation critique. Vu que les tentes se trouvaient dans les zones balayées par le feu rifain, la garnison devait se tenir des journées entières près du parapet, en plein soleil,. La soif devint la principale préoccupation. Il n’y avait ni médecin, ni équipement sanitaire. Le 17 juillet, une tente conique fut aménagée pour accueillir les blessés, qui pour le reste ne reçurent aucun traitement. Par suite de l’usage intense, un certain nombre de fusils s’étaient détraqués et l’une des rares mitrailleuses s’était mise à fondre,. 
Le 17 juillet, à la nuit tombante, un harki (milicien rifain, en l’occurrence hostile) s’approcha de la redoute d’Ighriben, les bras en l’air, et informa la garnison que la harka avait encerclé la position, que ses effectifs étaient très élevés, et que tout mouvement de ravitaillement se ferait désormais au prix de lourdes pertes. En réaction, le commandant Benítez, qui avait relayé le commandant Francisco Mingo à la tête de la redoute, ordonna, dans l’optique d’une défense à outrance de la position, d’occuper les banquettes de tir du mur d’enceinte pour repousser toute attaque rifaine. Le témoin Luis Casado Escudero (unique officier ayant survécu au siège) note dans ses mémoires :

« Au point du jour, nous avons pris l’exacte mesure de la gravité de la situation : des noyaux considérables de la harka entouraient matériellement la position, dissimulés dans les profondes ravines qui s’ouvrent entre Anoual et Igueriben et qui constituent pour eux d’excellents chemins couverts, et occupaient aussi les crêtes des monticules, qu’ils avaient pourvues de leurs coutumiers murets crénelés. »

Aussi Julio Benítez fut-il amené le 18 juillet à demander par voie optique l’envoi de secours, à quoi il lui fut répondu qu’un nouveau convoi était en préparation pour le jour suivant. Le lendemain 19 juillet, dès les premières heures, Ighriben était de nouveau violemment attaquée, avec un solde de 40 pertes dans les troupes espagnoles. Ce jour, un avion survola la zone, suscitant l’espoir d’un largage de vivres, mais l’avion se borna à bombarder le canon à proximité de la redoute, sans réussir à l’atteindre,. Le même jour, le colonel Argüelles de los Ríos, alors commandant en chef d’Anoual, ordonna qu’une colonne de mille hommes soit constituée pour accompagner un important convoi transportant 53 fûts remplis d’eau, 8 bidons de pétrole pour brûler les cadavres des animaux, du matériel sanitaire et des vivres pour trois jours,. Le convoi se divisait en trois colonnes, dont seule la première avait pour mission d’entrer dans la redoute en compagnie du convoi de ravitaillement,. Au bout d’un premier tronçon parcouru sans encombre, la deuxième colonne, chargée de protéger le flanc est, fut soumis, une fois arrivée sur la colline d’où l’on pouvait apercevoir Ighriben, à un feu nourri des Rifains embusqués sur les hauteurs et dans les ravins, et de plus en plus nombreux. La colonne dut s’immobiliser d’abord, puis faire demi-tour vers 14 h, de peur de voir sa retraite coupée. Deux heures plus tard, à 16 h, le colonel Manella, qui venait de prendre le commandement d’Anoual, donna ordre aux Regulares, porteurs chacun de quatre bidons d’eau, de faire une ultime et suprême tentative d’acheminer de l’eau à Ighriben, mais la colonne renonça devant l’intense feu de barrage rifain et devant l’impossibilité de parvenir vivants à l’intérieur de l’enceinte, et se replia après deux heures d’effort,. Seuls quelques rares bidons étaient parvenus dans la redoute ; pour ce résultat, le bilan des pertes s’établissait à un chiffre entre quarante et cinquante. Pour permettre à Ighriben d’économiser ses munitions, l’artillerie d’Anoual tira dans la nuit un obus toutes les cinq minutes autour de la position.
À Melilla, Silvestre envoya le 20 juillet un radiogramme crypté au haut-commisaire au Maroc Dámaso Berenguer pour lui demander des renforts. Dans la soirée du même jour, perdant patience, il envoya au général Navarro, après un échange de télégrammes, des instructions fermes : « demain aux premières heures doit s’effectuer le convoi d’Ighriben, tant par humanité que par dignité » ; il devait le faire « coûte que coûte », et que c’est « lui-même qui devait y aller le lendemain avec le régiment de cavalerie, pour empêcher que les Maures, profitant de la sortie des forces pour Ighriben, n’attaquent la position par les arrières »,. Il lui annonçait enfin l’arrivée, prévue à dix heures du matin, du reste des Regulares, ses dernières troupes de choc.
Entre-temps, dans la redoute, les pommes de terre, que Benítez avait recommandé de mastiquer pour tromper la soif, s’étaient épuisées. Pour calmer leur soif, les assiégés stimulaient leur salivation en se calant des cailloux dans la bouche. Finalement, force fut de se rabattre sur sa propre urine, préalablement additionnée de sucre et d’encre, et sur de la pâte dentifrice. Leur seule ration consistait en sardines en conserve, ce qui exacerbait leur soif,,,. Le 20 juillet à minuit, un émissaire d’Abdelkrim, son propre neveu Hamed, s’approcha de la clôture de la redoute pour proposer une reddition honorable, avec promesse de vie sauve, que Benítez repoussa. Navarro envoya un message à Ighriben demandant à la garnison de résister jusqu’au jour suivant : « Résistez cette nuit. Nous vous jurons que demain vous serez sauvés »,.
En vue de la nouvelle tentative de sauvetage, un convoi fut mis sur pied et placé sous le commandement suprême du colonel Francisco Javier Manella, récemment nommé commandant en chef de la circonscription d’Anoual, tandis que Navarro dirigerait l’opération depuis Anoual jusqu’à l’arrivée de Silvestre. Au matin, Navarro ordonna que trois colonnes (une de gauche, une centrale et une de droite), outre une de réserve, totalisant 3000 hommes, aillent secourir la garnison d’Ighriben. Pendant que les batteries de Buimeyan et d’Anoual feraient feu sur la harka ennemie, les colonnes devaient avancer de manière coordonnée jusqu’à Ighriben,,. Depuis la redoute assiégée, on observait ces préparatifs avec espoir, mais constatait en même temps que la harka avait encore doublé ses effectifs et renforcé ses retranchements le long du trajet d’Anoual,.
Le 21 juillet, Silvestre, arrivé précipitamment de Melilla à Anoual, finit par autoriser Benítez à parlementer avec la harka, ce à quoi Benítez, indigné, répliqua par héliogramme : « Les officiers d’Ighriben meurent, mais ne se rendent pas ». Il ne restait plus à ce moment dans la redoute que douze obus d’artillerie,,,,. Beaucoup de fusils, décalibrés pas les décharges incessantes, étaient devenus inutilisables, mais la garnison s’obstinait à se défendre.

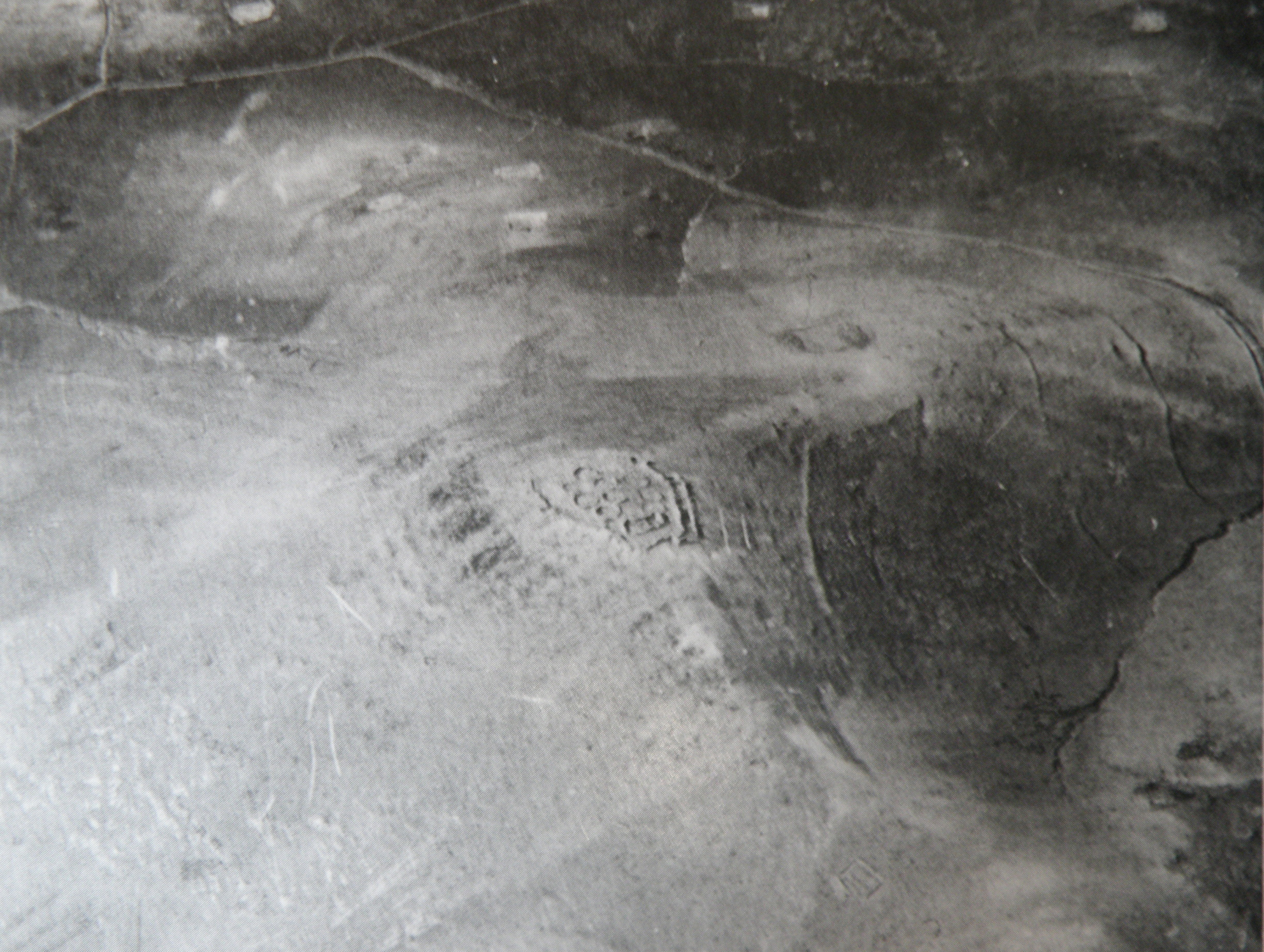
Vue aérienne de la redoute d’Ighriben après sa conquête par la harka.

Cependant, l’avant-garde de la colonne de secours était restée immobilisée à un demi-kilomètre d’Igueriben, ce que voyant, Benítez décida d’accorder leur liberté à ses hommes et d’évacuer la redoute ; après avoir mis le feu aux tentes et mis hors d’usage le matériel, au tout premier chef les canons, les défenseurs encore sur pied quittèrent la position dans l’espoir de rompre l’encerclement et d’atteindre Anoual. Les colonnes de secours avaient pour leur part déjà amorcé la retraite. Silvestre ordonna à Benítez de quitter la redoute, puisqu’il était devenu clair pour lui qu’il n’y avait plus de secours possible. Benítez répondit par signaux lumineux : 

« Jamais je ne me serais attendu à recevoir de Votre Excellence l’ordre d’évacuer cette position ; mais, exécutant ce qui m’est ordonné, et comme la troupe n’est en rien comptable des erreurs commises par le commandement, je dispose en ce moment que commence la retraite, pendant que nous, officiers en poste dans la position, conscients en effet de notre devoir et du serment que nous avons prêté, la couvrons et la protégeons, et saurons mourir comme meurent les officiers espagnols. »

Toutefois, les combattants rifains, par des décharges bien ciblées, firent avorter cette tentative de retraite ordonnée, puis, constatant que la position était en cours d’évacuation, se précipitèrent sur les restes de la garnison, se mêlant aux troupes et s’engageant avec elles dans une lutte au corps à corps. Certains défenseurs se lancèrent dans une course éperdue, d’autres persévéraient dans le combat, les officiers pistolet en main, mais les combattants rifains, en surnombre, les entouraient de toutes parts. Benítez, qui n’avait cessé de lutter près de la clôture, fut abattu d’une balle dans la tête. Peu auparavant, il avait envoyé par héliogramme cet ultime message, demeuré célèbre et reproduit plus tard sur le socle de sa statue, :

« Il ne reste que douze charges de canon, que nous allons commencer à tirer pour repousser l’assaut. Comptez-les, et au douzième tir, faites feu sur nous ; car nous serons, Maures comme Espagnols, enveloppés dans la position. »

Des 247 hommes de la garnison, seuls 36 survécurent, dont 11 (ou 12, 16 voire 36, selon d’autres calculs) parvinrent jusqu’à Anoual,,.

### Inhumation et hommages

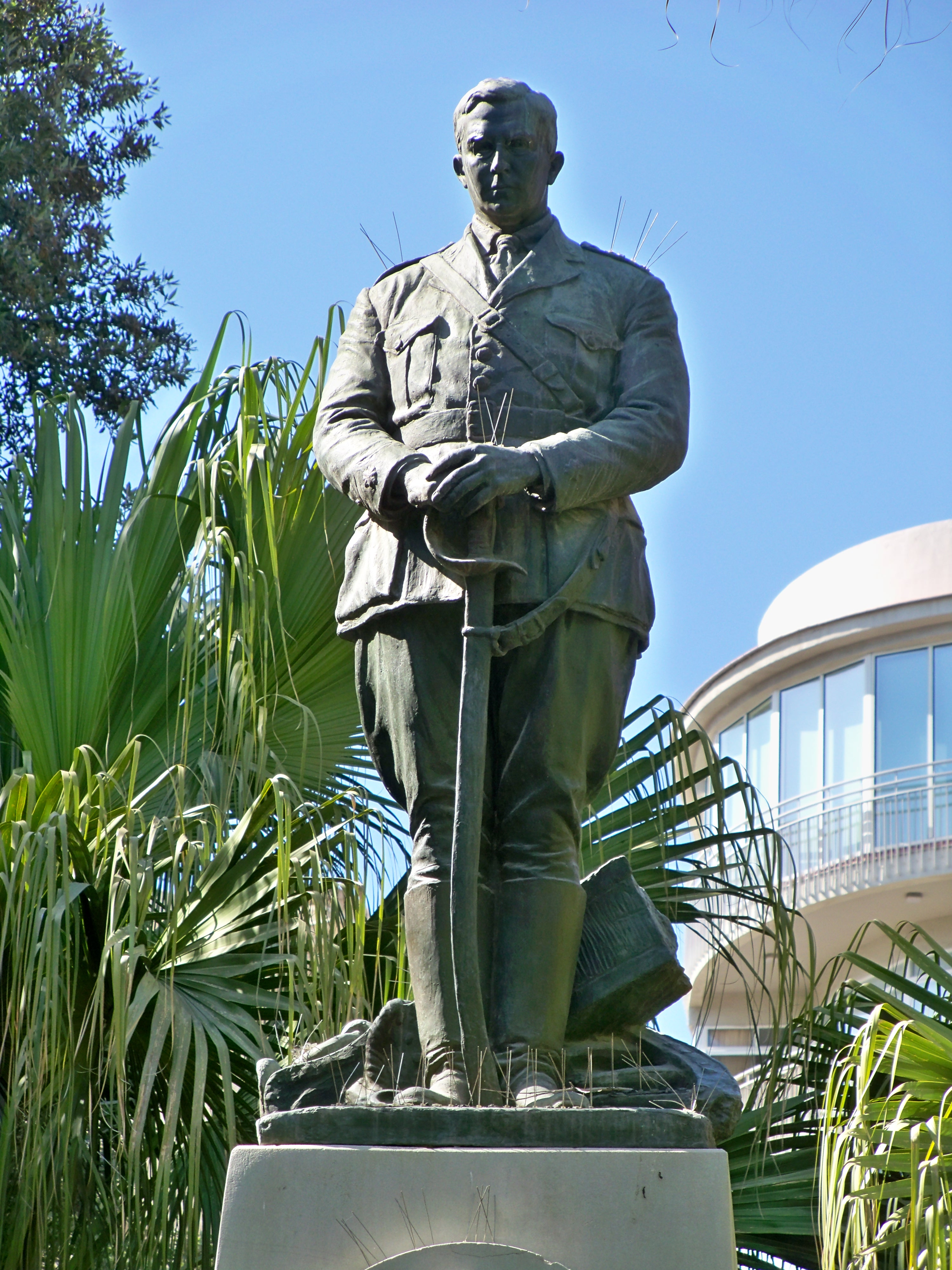
Monument au commandant Benítez dans le parc municipal de Malaga.

Le comportement héroïque de Benítez à Ighriben fut l’objet d’un jugement contradictoire, à l’issue duquel il lui fut octroyé à titre posthume la croix laurée de Saint-Ferdinand, par ordre royal du 3 janvier 1925,,.
À Malaga, un monument en son honneur a été érigé à l’entrée du Parc municipal, œuvre du sculpteur Julio González Pola, dont le fût porte sur ses flancs des croix et l’emblème de l’Infanterie, et sur le front une croix laurée, avec l’inscription « À l’héroïque commandant Benítez » ; sur la face postérieure, une couronne d’épines surmonte les deux phrases célèbres de Benítez, gravées dans la pierre : « Ceux d’Igueriben meurent, mais ne se rendent pas » et « Il ne reste que douze charges de canon […] ». La statue de bronze représente Benítez dans une attitude militaire, où il repose ses mains sur la poignée d’un sabre tenu verticalement. Le monument fut inauguré le 11 février 1926 en présence du couple royal, avec une allocution du général Primo de Rivera, après quoi le roi s’entretint avec la veuve et avec le lieutenant Luis Casado Escudero, seul officier survivant de la position d’Ighriben,.
À El Burgo a été apposée sur sa maison natale (calle Real n° 25) une plaque commémorative où sont également reproduites ses déclarations fameuses faites à Ighriben,,, et un buste a été inauguré en son honneur en 2015 sur la Plaza de Abajo.
En 1922, la ville de Melilla baptisa de son nom l’une de ses places, auparavant nommée Plaza de África, et son nom a aussi été donné à une rue à Barcelone et à Madrid, ainsi qu’à une avenue de Malaga.
Ses restes ont été inhumés dans le Panthéon des héros à Melilla, et le musée de l’Armée conserve sa jaquette ornée de la croix laurée de Saint-Ferdinand.